# Cryptoclidus
Cryptoclidus là một chi thằn lằn cổ rắn, được Phillips mô tả khoa học năm 1871.